# La perla (film)
La perla (La perla) è un film del 1947 diretto da Emilio Fernández tratto dal romanzo omonimo dello scrittore John Steinbeck che collaborò alla sceneggiatura.
Venne girato in due versioni, una in spagnolo e la seconda in inglese, richiesta dalla casa di produzione RKO che non voleva ricorrere al doppiaggio.
Il progetto era molto impegnativo, anche finanziariamente, ma tutti gli sforzi vennero ripagati dal grande successo che ebbe in tutto il mondo.

## Trama
In un piccolo villaggio di pescatori sulla costa occidentale del Messico, il giovane Quino e sua moglie Juana vivono in condizioni di estrema povertà. Quando la loro figlia neonata, Juanita, viene punta da uno scorpione, la coppia si precipita dal medico più vicino ma l’uomo si rifiuta di curarla poiché non hanno denaro. La piccola riesce a sopravvivere senza cure, mentre la famiglia, ridotta alla fame, attende che passi il maltempo per tornare a pescare. Quando finalmente il mare si calma, Quino si immerge alla ricerca di perle e trova, tra le profondità, un banco intatto di ostriche. Rischiando la vita, ne apre una enorme che custodisce al suo interno una perla gigantesca e perfettamente rotonda. La notizia si diffonde rapidamente nel villaggio, suscitando ammirazione e invidia tra i compaesani. Quino sogna un futuro migliore: un fucile per sé, abiti per Juana e un’istruzione per Juanita. La scoperta attira attenzioni sgradite: il medico che prima li aveva rifiutati ora insiste per curare la bambina e alcuni nuovi “amici” del villaggio, tra cui Gachupin e Sapo tentano di derubarlo. Grazie all’intuito di Juana, che aveva nascosto la perla, Quino riesce a sfuggire ai malintenzionati. I due cercano quindi di venderla ma i mercanti a cui si rivolge fingono che la perla non abbia valore. Di notte, Quino riesce a mettere in fuga un aggressore e un vicino fidato lo mette in guardia: devono fuggire. Juana, temendo che la perla sia maledetta, prova a liberarsene gettandola in mare ma il marito la ferma. Dopo nuovi scontri e fughe, la famiglia tenta di scappare attraverso un’area paludosa, inseguita dal medico e da un mercante di perle. In un clima sempre più teso, Juana crolla dalla stanchezza, con i piedi sanguinanti. Quino, deciso a non abbandonarla, le costruisce rudimentali scarpe. Braccati e allo stremo, trovano rifugio da un pastore ma i loro inseguitori si avvicinano. La tensione culmina in un tragico epilogo, mentre Quino e Juana sono costretti ad affrontare le conseguenze delle proprie scelte, con la perla ancora stretta fra le mani.

## Riconoscimenti
- Premio per la migliore fotografia 1947 - Festival di Venezia
- Premio per la migliore fotografia 1949 - Golden Globe
- Miglior attore a Pedro Armendáriz - Premio Ariel[1]